# Algérie aux Jeux olympiques d'été de 2012
L'Algérie participe aux Jeux olympiques d'été de 2012 à Londres au Royaume-Uni du 27 juillet au 12 août 2012. Il s'agit de sa 12e participation à des Jeux d'été.

## Médaillés
| Médaille or | Nom               | Sport      | Discipline     | Temps         | Date   |
| ----------- | ----------------- | ---------- | -------------- | ------------- | ------ |
| Or          | Taoufik Makhloufi | Athlétisme | 1 500 m hommes | 3 min 34 s 08 | 7 août |

## Athlétisme
Hommes
| Athlète                 | Compétition     | Séries      | Séries | Demi-finales | Demi-finales | Finales     | Finales |   |
| Athlète                 | Compétition     | Performance | Rang   | Performance  | Rang         | Performance | Rang    |   |
| ----------------------- | --------------- | ----------- | ------ | ------------ | ------------ | ----------- | ------- | - |
| Taoufik Makhloufi       | 1 500 m         | 3:35.15     | 1er    | 3:42.24      | 1er          | 3:34.08     | 1er     |   |
| Mohamed Khaled Belabbas | 3 000 m steeple | 8:22.32     | 6e     | -            | -            | -           | -       |   |
| Rabah Aboud             | 5000 m          | 13:28.38    | 14e    | -            | -            | -           | -       |   |
| Tayeb Filali            | Marathon        | NC          | NC     | NC           | NC           | DNF         | -       | - |
| Issam Nima              | Triple saut     | NC          | NC     | 16,5 m       | 15e          | -           | -       |   |

Femmes
| Athlète                      | Compétition | Finale          | Finale |
| Athlète                      | Compétition | Performance     | Rang   |
| ---------------------------- | ----------- | --------------- | ------ |
| Souad Aït-Salem Mahour-Bacha | Marathon    | 2 h 31 min 15 s | 37e    |

## Aviron
Femmes
| Athlète     | Compétition | Séries  | Séries | Repêchage | Repêchage | Quarts de finale | Quarts de finale | Demi-finales | Demi-finales | Finales | Finales |
| Athlète     | Compétition | temps   | Rang   | Temps     | Rang      | Temps            | Rang             | Temps        | Rang         | Temps   | Rang    |
| ----------- | ----------- | ------- | ------ | --------- | --------- | ---------------- | ---------------- | ------------ | ------------ | ------- | ------- |
| Amina Rouba | Skiff       | 8:15.94 | 5e     | 8:12.83   | 4e        |                  |                  |              |              |         |         |

## Boxe
Hommes
| Mohamed Flissi        | Mi-mouches (-49 kg) | Kaeo Pongprayoon (THA) 11-19     | –                               | –                             | – | – | – | – | – | – |
| Samir Brahimi         | Mouches (-52 kg)    | Jackson Darren Woods (AUS) 14-12 | Mikhaïl Aloyan 9-14             | –                             | – | – | – | – |   |   |
| Mohamed Amine Ouadahi | Coqs (-57 kg)       | Merab Turkadze (GEO) Forfait     | William Encarnacion (DOM) 16-10 | Satoshi Shimizu (JPN) 15-17   | – | – | – | – |   |   |
| Abdelkader Chadi      | Légers (-60 kg)     | Fatih Keles (TUR) 8-15           | -                               | -                             | - | - | - | - | - | - |
| Ilyas Abbadi          | Mi-moyens (-69 kg)  | Freddie Evans (GBR) 10-18        | -                               | -                             | - | - | - | - | - | - |
| Abdelmalek Rahou      | Moyens (-75 kg)     | Jesse Ross (AUS) 13-11           | Ryota Murata (JPN) 12-21        | –                             | – | – | – | – |   |   |
| Abdelhafid Benchabla  | Mi-lourds (-81 kg)  | exempt                           | Enrico Kolling (GER) 12-9       | Oleksandr Hvozdyk (UKR) 17-19 | – | – | – | – |   |   |
| Chouaib Bouloudinat   | Lourds (-91 kg)     | exempt                           | Yamil Peralta Jara (ARG) 5-13   | –                             | – | – | – | – |   |   |

## Cyclisme

### Cyclisme sur route
En cyclisme sur route, l'Algérie a qualifié un homme et aucune femme.
| Athlète        | Compétition            | Temps | Rang |
| -------------- | ---------------------- | ----- | ---- |
| Azzedine Lagab | Course en ligne hommes | DNF   | -    |

## Escrime
Femmes
| Anissa Khelfaoui | Fleuret individuel | Olha Leleyko (UKR) 4-15   | – | – | – | – | – | – | – | – |
| Léa Moutoussamy  | Sabre individuel   | Sofia Velikaïa (RUS) 6-15 | - | - | - | - | - | - | - | - |

## Judo
| Athlète       | Compétition    | 1/16 de finale                | 1/8 de finale       | Quarts de finale    | Demi-finales        | Repêchage 1         | Repêchage 2         | Finale              | Finale |   |
| Athlète       | Compétition    | Adversaire Résultat           | Adversaire Résultat | Adversaire Résultat | Adversaire Résultat | Adversaire Résultat | Adversaire Résultat | Adversaire Résultat | Rang   |   |
| ------------- | -------------- | ----------------------------- | ------------------- | ------------------- | ------------------- | ------------------- | ------------------- | ------------------- | ------ | - |
| Soraya Haddad | Moins de 52 kg | Andreea Chițu (ROU) 0000-1000 | –                   | –                   | –                   | –                   | –                   | –                   | –      | – |
| Sonia Asselah | Plus de 78 kg  | Karina Bryant (GBR) 0001-0100 | –                   | –                   | –                   | –                   | –                   | –                   | –      | – |

## Natation
Les nageurs algériens ont jusqu'ici atteint les minima de qualification dans les épreuves suivantes (au maximum 2 nageurs peuvent être qualifiés s'ils ont réussi les minima olympiques et un seul nageur pour les minima propres à chaque sélection), :
Deux nageurs (ou plus) ont réalisé les minima olympique
- Aucun

Un nageur a réalisé les minima olympique
- Aucun

Un nageur (ou plus) a réalisé les minima de la sélection
- 100 mètres libre hommes

| Athlète      | Épreuve          | Séries  | Séries | Demi-finales | Demi-finales | Finale | Finale |
| Athlète      | Épreuve          | Temps   | Rang   | Temps        | Rang         | Temps  | Rang   |
| ------------ | ---------------- | ------- | ------ | ------------ | ------------ | ------ | ------ |
| Nabil Kebbab | 100 m nage libre | 50 s 37 | 33e    |              |              |        |        |

## Tir
| Athlète     | Compétition                         | Qualification | Qualification | Finale | Finale |
| Athlète     | Compétition                         | Points        | Rang          | Points | Rang   |
| ----------- | ----------------------------------- | ------------- | ------------- | ------ | ------ |
| Fateh Ziadi | Pistolet à 10 m air comprimé hommes | 562           | 43e           | -      | -      |

## Volley-ball

### Tournoi féminin
L'équipe de volley-ball féminin s'est qualifiée lors du tournoi de qualification olympique de la zone Afrique.

### Poule A
Classement
Les quatre premières équipes de la poule sont qualifiées.
- Qualifiés pour les quarts de finale
- Éliminés

| # | Équipe                 | Pts | J | G | Gt | Pt | P | Sp | Sc | Ratio | Pp  | Pc  | Ratio |
| 1 | Russie                 | 14  | 5 | 4 | 1  | 0  | 0 | 15 | 4  | 3.75  | 459 | 352 | 1.304 |
| 2 | Italie                 | 13  | 5 | 4 | 0  | 1  | 0 | 14 | 5  | 2.8   | 444 | 368 | 1.207 |
| 3 | Japon                  | 9   | 5 | 3 | 0  | 0  | 2 | 11 | 6  | 1.833 | 401 | 335 | 1.197 |
| 4 | République dominicaine | 6   | 5 | 2 | 0  | 0  | 3 | 8  | 9  | 0.889 | 374 | 362 | 1.033 |
| 5 | Grande-Bretagne        | 2   | 5 | 0 | 1  | 0  | 4 | 3  | 14 | 0.214 | 295 | 398 | 0.741 |
| 6 | Algérie                | 1   | 5 | 0 | 0  | 1  | 4 | 2  | 15 | 0.133 | 252 | 410 | 0.615 |

Matchs